# Napothera crassa
A Napothera crassa a madarak osztályának verébalakúak (Passeriformes) rendjébe és a Pellorneidae családjába tartozó faj.

## Rendszerezése
A fajt Richard Bowdler Sharpe angol ornitológus írta le 1879-ben, a Corythocichla nembe Corythocichla crassa néven. Egyes szervezetek szerint, a Turdinus nembe tartozik Turdinus crassus néven.

## Előfordulása
Délkelet-Ázsiában, Borneó szigetének északi részén, Indonézia és Malajzia területén honos. A természetes élőhelye a szubtrópusi vagy trópusi síkvidéki és hegyi esőerdők. Állandó, nem vonuló faj.

## Megjelenése
Testhossza 14 centiméter.

## Életmódja
Rovarokkal táplálkozik.